# 北原千代
北原 千代（きたはら ちよ、1954年〜）とは、日本の詩人。
滋賀県大津市在住。
詩誌「詩乱」「地球」「BLACKPAN」同人。近江詩人会・関西詩人協会・日本詩人クラブ会員。

## 受賞歴
- 2008年、『スプリトゥス』で第58回H氏賞候補[1]。
- 2012年、『繭の家』で第62回H氏賞候補。第14回小野十三郎賞候補[1]。
- 2016年、『真珠川 Barroco』で第67回H氏賞を受賞[1]。

## 作品リスト
- 『ローカル列車を待ちながら』土曜美術社出版、2005年11月
- 『スピリトゥス』土曜美術社出版、2007年11月
- 『繭の家』思潮社、2011年9月
- 『真珠川 Barroco』思潮社、2016年8月
- 『須賀敦子さんへ贈る花束』思潮社、2018年8月
- 『よしろう、かつき、なみ、うらら、』思潮社、2022年7月